# إيرني جونز (لاعب كرة قدم أمريكية)
إيرني جونز (بالإنجليزية: Ernie Jones)‏ هو لاعب كرة قدم أمريكية أمريكي، ولد في 3 يناير 1953 في بوكا راتون في الولايات المتحدة.

## وصلات خارجية
- إيرني جونز على موقع مرجع كرة القدم المحترفة.كوم (الإنجليزية)